# Best Seller (Wodehouse)
Best seller è un racconto dello scrittore inglese P. G. Wodehouse, pubblicato per la prima volta in volume nel 1933 nella raccolta di racconti Mulliner Nights (in italiano: Le sere di Mulliner).

## Trama
Mr. Mulliner, frequentatore del club Anglers' Rest (Il riposo dei Pescatori), avendo osservato la signorina Postlethwaite, la barista del club, commossa dalla lettura del romanzo "Il dolore del ricordo", asciugarsi gli occhi con uno strofinaccio, racconta agli avventori la storia di Evangeline Penbury, autrice del libro, e di suo marito Egbert Mulliner.
Egbert Mulliner, era redattore del Weekly Booklover, «e come ogni esperto di statistica ben sa, quello di redattore di un settimanale letterario è un mestiere che si colloca tra i più pericolosi. La fatica d'avere a che fare con delle scrittrici di romanzi mette fisicamente a terra chiunque non sia davvero robusto». Ammalatosi, su consiglio del medico si era recato a Burwash Bay, una pittoresca località marina, per disintossicarsi. Qui aveva conosciuto Evangeline, se ne era innamorato a prima vista e, dopo essersi assicurato che la ragazza non era una scrittrice e non aveva velleità letterarie, le aveva dichiarato l'intenzione di sposarla. Evangeline accettò; rimasta sola, in preda a un'intensa emozione che richiedeva immediato sfogo la ragazza cominciò a scrivere un romanzo.
Un paio di mesi dopo, Evangeline annunciò ad Egbert che aveva scritto un romanzo, Strade separate, ispirato al loro amore, e lo aveva mandato a un editore. «Ogni due, tre stagioni c'è in editoria un caso. Per non si sa quale ragione, il grande cuore del pubblico dà un balzo stupito, e la sua grande borsa si vuota per acquistar copie di un romanzo che è stato mandato allo sbaraglio senza una riga di pubblicità». Divenuta una celebre autrice di un best seller, Evangeline assunse un agente letterario, Jno. Henderson Banks, verso cui Egbert era geloso («l'ultimo uomo che un fiancé desidererebbe veder girare attorno all'amata»). Avendo rifiutato di licenziare Banks, il fidanzamento venne rotto.
Qualche tempo dopo Egbert venne inviato dal direttore di Weekly Booklover a intervistare la nota scrittrice Evangeline Pembury. Durante l'intervista, inaspettatamente Evangeline iniziò a piangere e rivelò ad Egbert che il suo agente letterario aveva sottoscritto a suo nome contratti per tre nuovi romanzi e numerosissimi racconti, ma che lei ormai aveva perso la voglia di scrivere. Commosso, Egbert manifestò nuovamente il suo amore a Evangeline; quanto ai contratti sottoscritti da Banks per conto di Evangeline, avrebbero potuto essere soddisfatti grazie a Egbert: 
(P.G. Wodehouse, Best seller. In: Le sere di Mulliner; trad. di Luigi Brioschi, Milano: BUR, p. 182, ISBN 88-17-16543-3)

## Edizioni
Il racconto fu pubblicato nel numero di giugno 1930 della rivista femminile statunitense Cosmopolitan, ma non era narrata da Mr Mulliner. Fu rivisto e adattato agli altri racconti, quando fu inserito nella raccolta Mulliner Nights.
- P. G. Wodehouse, Best seller. In: Mulliner nights, London: Herbert Jenkins, 1933
- Best seller. In: Mulliner nights, New York: Doubleday, 1933
- Best seller. In: Le serate di Mulliner: romanzo umoristico inglese; traduzione di Alberto Tedeschi, Milano: Bietti, 1933, Coll. Nuovissima collezione letteraria n. 83, 287 p.
- Best seller. In: Le sere di Mulliner; introduzione di Franco Cavallone; traduzione di Luigi Brioschi, Milano: Biblioteca Universale Rizzoli, 1985, Coll. BUR n. 543, 227 p., ISBN 88-17-16543-3